# Федоренко, Иван Дмитриевич
Иван Дмитриевич Федоренко — советский хозяйственный, государственный и политический деятель, Герой Социалистического Труда.

## Биография
Родился в 1914 году в селе Завадовка. Член КПСС.
С 1933 года — на хозяйственной, общественной и политической работе. В 1933—1956 гг. — агроном в машинно-тракторной станции в Усть-Абаканском районе, агроном в колхозе имени Калинина, участник советско-финской войны, участник Великой Отечественной войны, заместитель командира 362-й отдельной разведывательной роты по политической части 309-й стрелковой дивизии 40-й армии, главный агроном районного отдела сельского хозяйства Усть-Абаканского района Хакасской автономной области Красноярского края, агроном-семеновод Хакасской сельскохозяйственной опытной станции.
Указом Президиума Верховного Совета СССР от 10 апреля 1948 года присвоено звание Героя Социалистического Труда с вручением ордена Ленина и золотой медали «Серп и Молот».
Умер до 1985 года.